# Kravallerna i England 2011
Kravallerna i Storbritannien 2011 var oroligheter som pågick under den 6 till 10 augusti 2011 i flera storstäder i Storbritannien, främst England. Dessa oroligheter bestod bland annat av plundring, mordbrand, inbrott, rån och upplopp. Under 8 augusti 2011 förekom upplopp och plundring i fler städer, bland annat Birmingham, Liverpool, Nottingham, Bristol och Medway. Metropolitan Police använde stridsvagnar och fick tillstånd att använda batong och vattenkanoner mot upprorsmakare om det ansågs nödvändigt.

## Upprinnelse
Kravallerna började den 6 augusti 2011 i Tottenham, norra London, och följde på polisens dödsskjutning den 4 augusti av en 29-årig man, Mark Duggan, under ett arresteringsförsök. En poliskommission sade ursprungligen att dödsskjutningen var ett svar på ett skott mot en av polismännen, och att en kula hade upphittats i polismannens radio, men den visade sig senare härröra från polisvapen. Den halvautomatiska pistol som hade återfunnits i den taxi Duggan färdades i visade sig senare inte ha avfyrats. Polisen som sköt Duggan var en del av den tungt beväpnade insatsstyrkan Central Operations Specialist Firearms Command (CO19), som åtföljer officerare från Operation Trident, en enhet inom Greater London's Metropolitan Police som behandlar pistolbrott i samband med olaglig drogförsäljning.
Omkring 200 demonstranter tågade till Tottenhams polisstation den 6 augusti för att få information från polisen om omständigheterna kring Duggans död. När folkmassan inte fick tala med en överordnad chef utan endast en överinspektör satte några demonstranter två polisbilar i brand, och protesten övergick i upplopp. Under de följande dagarna uppstod oroligheter i allt fler stadsdelar.

## Internationella reaktioner
Libyen och Iran har starkt fördömt den brittiska regimens brutala agerande. Libyens utrikesminister sade bland annat att den brittiske ledaren David Cameron förlorat sin legitimitet och "måste avgå". Ministern fortsatte med att förklara att "omvärlden inte kan stå och se på när såna brutala metoder används mot det brittiska folkets rättigheter när de kräver att få bestämma i sitt eget land."
Även Irans president Mahmoud Ahmadinejad reagerade i den engelska frågan och krävde att FN skulle intervenera i landet för att stoppa våldet och skydda den engelska civilbefolkningen. Man erbjöd sig också att skicka en expertgrupp för att undersöka övergrepp mot de mänskliga rättigheterna.

## Koordinering, avlyssning och censur
Det fanns rapporter om att incidenter har samordnas med hjälp av mobiltelefoni, däribland Blackberry Messenger-meddelanden. Tillverkaren av Blackberry och tjänsteleverantören, Research In Motion, meddelade att de samarbetar med polisen. Polisen övervägde att stänga av tjänsten i ett försök att hindra samordning av upplopp. En hackergrupp kallad "Team Poison" försökte hacka tjänsteleverantören efter att de erbjudit sig att hjälpa polisen.
Polisen uppgav att vissa meddelanden publicerades på Twitter var "provocerande" och "felaktiga", och att de övervägde att arrestera människor för uppmaningar till våld. Polisen i Essex grep en tonåring för ett försök att starta ett upplopp på Facebook. West Yorkshire-polisen grep en ung kvinna för ett liknande brott avseende Wakefield. Dorset-polisen arresterade en 23-årig man för att ha vidarebefordrat meddelanden om ett planerat upplopp i Bournemouth.